# Armistice de Panmunjeom
Cette page contient des caractères spéciaux ou non latins. S’ils s’affichent mal (▯, ?, etc.), consultez la page d’aide Unicode.

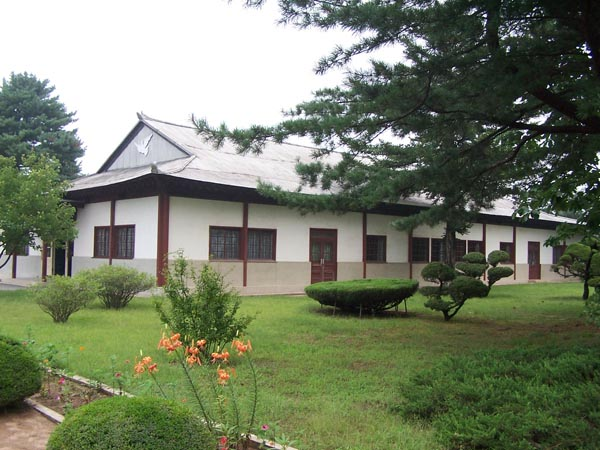
Le bâtiment où fut signé l'armistice de 1953 (actuel musée de la paix de Corée du Nord).

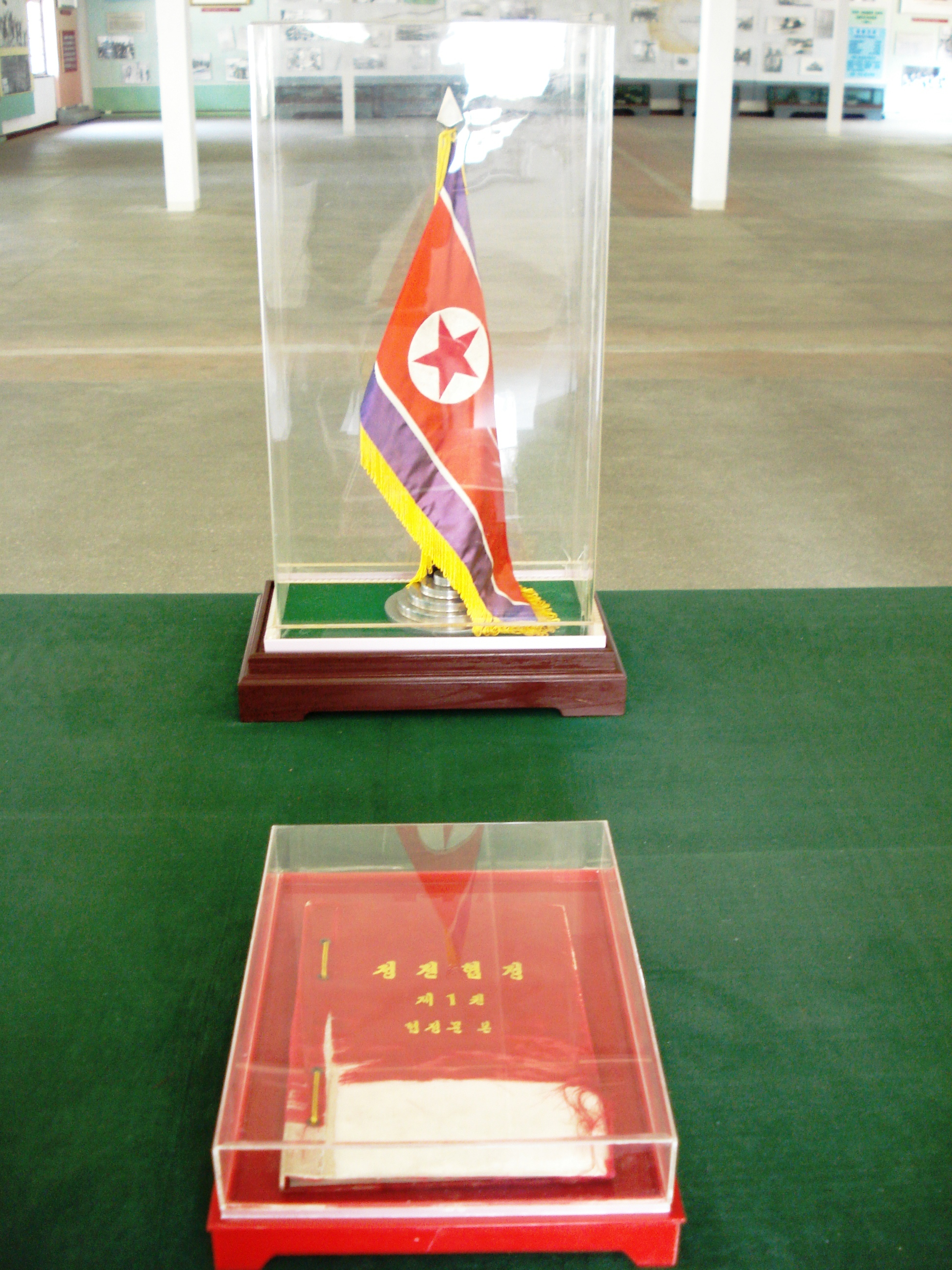
Le document original de l'armistice, en coréen.

L'armistice de Panmunjeom (en anglais Korean Armistice Agreement, en coréen 한국 전쟁 휴전 협정) est signé le 27 juillet 1953 entre, d'une part, la Corée du Nord et la Chine et, d'autre part, l'Organisation des Nations unies, dans le village de Panmunjeom, situé du côté nord-coréen de la zone démilitarisée (DMZ), aujourd'hui disparu. Celui-ci met fin officiellement à la guerre de Corée, bien que la Corée du Sud ne l'ait jamais signé et que les deux parties soient ainsi toujours techniquement en guerre, aucun traité de paix n'ayant été par ailleurs ratifié.
L'accord prévoit la création d'une zone démilitarisée (la DMZ) de quatre kilomètres de large de part et d'autre de l'ancienne ligne de front qui coupe le 38e parallèle nord (ligne de démarcation avant-guerre), fixant ainsi de manière plus stricte la frontière qui scinde la Corée en deux États distincts. Bien que la plupart des troupes et toutes les armes lourdes soient censées avoir été retirées de la DMZ, celle-ci est restée en réalité lourdement militarisée par les deux parties depuis la fin des combats en 1953.
Une Joint Security Area (« zone commune de sécurité ») placée sous le contrôle de l'ONU et servant aux négociations inter-coréennes, créée par cet accord débute à 350 mètres à l'est du village au-delà de la rivière Sachon qui marque la frontière avec la Corée du Sud sur environ 1,5 km dans ce secteur.

## Contexte historique
À la mi-décembre 1950, les États-Unis discutent des conditions d'un accord visant à mettre fin à la guerre de Corée. L'accord souhaite mettre fin aux combats, fournirait des garanties contre leur reprise et protégerait la sécurité des forces du Commandement des Nations unies en Corée (UNC). Les États-Unis demandèrent une commission militaire d'armistice à composition mixte qui superviserait tous les accords. Les deux parties devraient accepter de "cesser l'introduction en Corée de tout renfort en unité ou personnel aérien, terrestre ou naval... et de s'abstenir d'augmenter le niveau d'équipement et de matériel de guerre existant en Corée". Les États-Unis souhaitaient créer une zone démilitarisée d'environ 32 km de large. L'accord proposé aborderait également la question des prisonniers de guerre qui, selon les États-Unis, devraient être échangés sur la base d'un pour un.
Le front se stabilise en 1951, après la contre-attaque des forces onusiennes contre la Corée du Nord. Dès lors, la Chine, voyant là un tournant du conflit, déploie l'« armée des volontaires du peuple chinois » (中国|人民|志愿|军, 中國|人民|志願|軍) afin d'aider la Corée du Nord. Celle-ci ne connaît qu'un succès limité et le conflit se transforme en une guerre de positions.

Alors que l'on parle d'un possible accord d'armistice, fin mai et début juin 1951, le président de la Corée du Sud Syngman Rhee s'oppose aux pourparlers de paix. Il pense que la république de Corée doit continuer à développer son armée afin de marcher jusqu'à la rivière Yalu et d'unifier complètement la nation. L'UNC n'approuva pas la position de Rhee. Même sans le soutien de l'UNC, Rhee et le gouvernement sud-coréen tentent de mobiliser l'opinion publique pour qu'elle s'oppose à tout arrêt des combats en deçà de la rivière Yalu. D'autres responsables de la république de Corée ont soutenu les ambitions de Rhee et l'Assemblée nationale de Corée du Sud) a adopté à l'unanimité une résolution soutenant la poursuite de la lutte pour un "pays indépendant et unifié". À la fin du mois de juin, l'Assemblée décide toutefois de soutenir les pourparlers d'armistice, bien que le président Rhee continue à s'y opposer.
Le 23 juin 1951, Jacob Malik, délégué permanent de l’URSS aux Nations-Unies, insère dans un discours un passage où il suggère une négociation sur la base d'un retour à la situation antérieure : un tel scénario avait débouché deux ans plus tôt sur la levée du blocus de Berlin.

Comme Syngman Rhee, le dirigeant nord-coréen Kim Il-sung souhaite également une unification complète. La Corée du Nord a été lente à soutenir les pourparlers d'armistice et ce n'est que le 27 juin 1951 (sept jours après le début des pourparlers) qu'elle a changé son slogan de « pousser l'ennemi dans la mer » à « pousser l'ennemi jusqu'au 38e parallèle. » La Corée du Nord a subi des pressions de la part de ses alliés, la république populaire de Chine et l'Union soviétique, pour soutenir les pourparlers d'armistice. Leur soutien était vital à la Corée du Nord pour lui permettre de continuer à se battre.
Dès le 10 juillet 1951, les délégués des deux camps se rencontrent à Kaesong, à proximité de l’ancienne ligne de démarcation, mais les négociations entreprises sont infructueuses. Après le décès de Staline survenu le 5 mars 1953, les négociations aboutissent enfin à Panmunjeom.
La signature a lieu dans un bâtiment situé sur le côté nord de la route menant de Kaesong à Séoul, en face du modeste village de Panmunjeom qui n'existe plus aujourd'hui et qui se tenait sur le côté sud de l'axe routier.

## Représentants des parties
- Nations unies : lieutenant-général William K. Harrison, Jr. de l’Armée de terre des États-Unis
- Corée du Nord : général Nam Il de l'Armée populaire de Corée
- Chine : maréchal Peng Dehuai de l'Armée populaire de libération

## Négociations

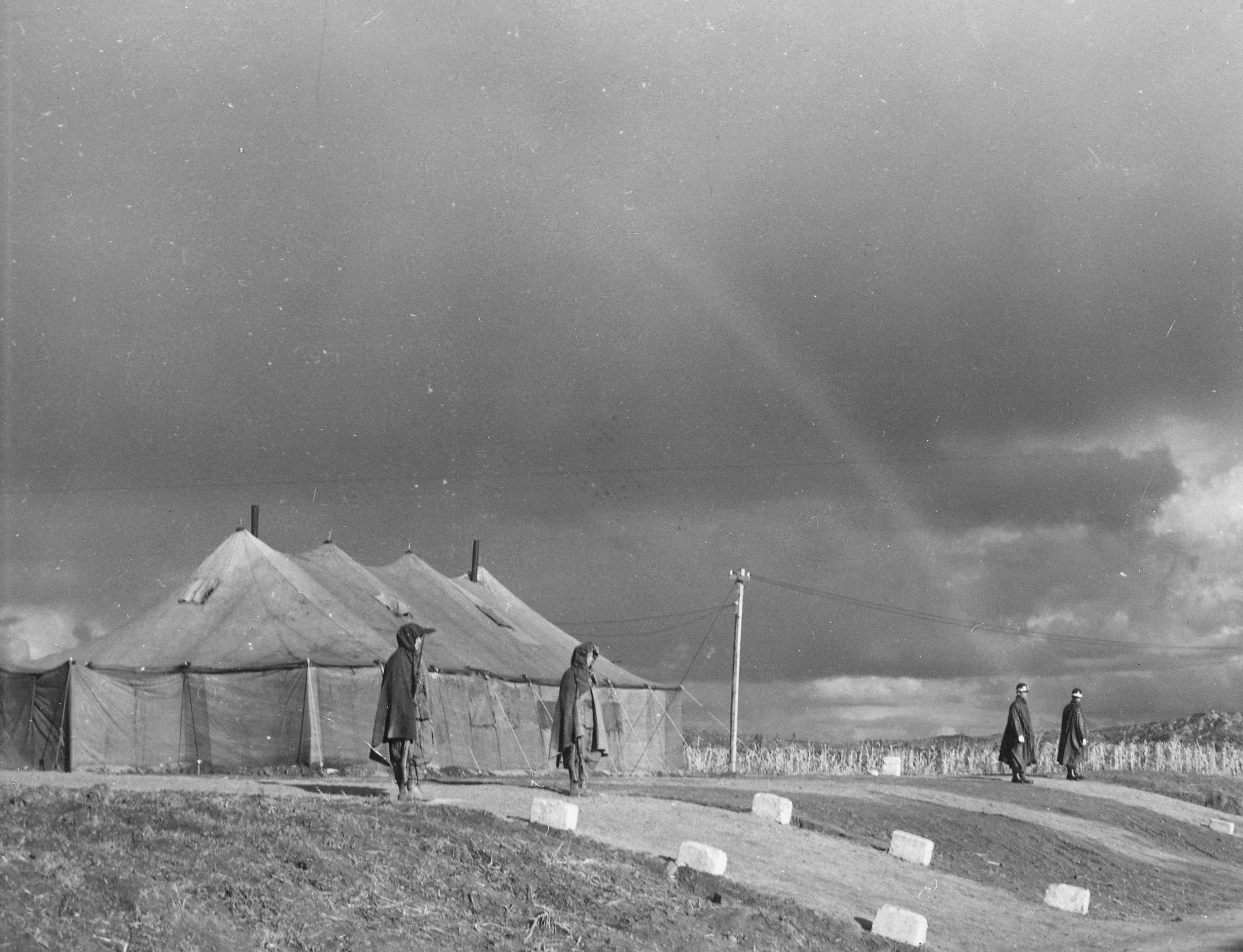
Le lieu des négociations en 1951

Les pourparlers concernant un armistice commencèrent le 10 juillet 1951, à Kaesong, une ville nord-coréenne de la province du Hwanghae du Nord près de la frontière sud-coréenne.
Les deux principaux négociateurs étaient : le chef d'état-major de l'armée nord-coréenne, le général Nam Il, le vice-premier ministre nord-coréen, et le vice-amiral américain Charles Turner Joy.Après une période de deux semaines, le 26 juin 1951, un ordre du jour en cinq parties fut convenu et orienta les discussions jusqu'à la signature de l'armistice le 27 juillet 1953. Les points à débattre étaient les suivants :
1. Adoption d'un ordre du jour.
2. Fixer une ligne de démarcation militaire entre les deux parties afin d'établir une zone démilitarisée comme condition de base pour la cessation des hostilités en Corée.
3. Dispositions concrètes pour la réalisation d'un cessez-le-feu et d'un armistice en Corée, y compris la composition, l'autorité et les fonctions d'une organisation de supervision pour l'application des termes d'une trêve et d'un armistice.
4. Dispositions relatives aux prisonniers de guerre.
5. Recommandations aux gouvernements des deux Corée[2].

Une fois l'ordre du jour fixé, les discussions se déroulèrent lentement. Le plus long intervalle entre les réunions a commencé le 23 août 1951, lorsque la Corée du Nord et ses alliés ont affirmé que le site de la conférence à Kaesong avait été bombardé. La Corée du Nord a alors demandé au Commandement des Nations unies en Corée (UNC) de mener une enquête immédiate, qui a conclu qu'il existait des preuves qu'un avion de l'UNC avait attaqué le site de la conférence. Toutefois, ces preuves semblaient avoir été fabriquées. Les communistes ont ensuite refusé d'autoriser une enquête en journée. Les pourparlers d'armistice ne reprirent que le 25 octobre 1951. Les États-Unis ne permirent pas que d'autres discussions aient lieu à Kaesong. Panmunjom, un village voisin dans la province du Gyeonggi, proche de la Corée du Nord et de la Corée du Sud, fut choisi comme nouveau lieu de négociations. Cette décision était subordonnée à la condition que la responsabilité de la protection du village soit partagée par les deux parties,.

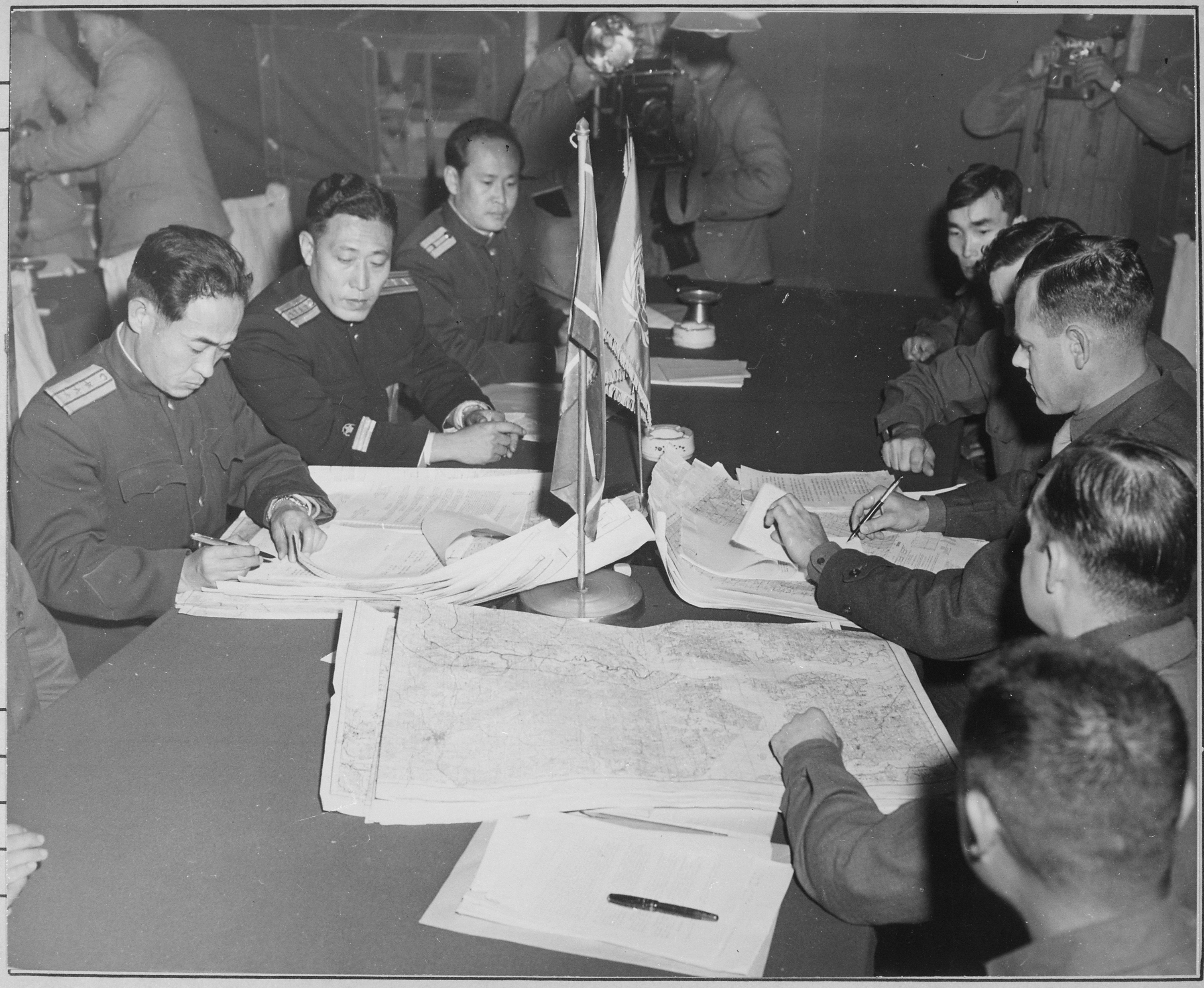
Discussions entre des colonels des armées américaine et nord-coréennes. Le 11 octobre 1951.

Un point de négociation majeur et problématique était le rapatriement des prisonniers de guerre. Les communistes détenaient 10 000 prisonniers de guerre et l'UNC 150 000. L'Armée des volontaires du peuple chinois, Armée populaire de Corée, et l'UNC ne parvinrent pas à se mettre d'accord sur un système de rapatriement car de nombreux soldats des armées chinoise et nord-coréenne refusèrent d'être rapatriés dans le nord,ce qui était inacceptable pour les Chinois et les Nord-Coréens. Dans la convention finale d'armistice, signée le 27 juillet 1953, une commission de rapatriement composée de nations neutres, présidée par le général indien K. S. Thimayya (en),fut mis en place pour traiter cette question.
En 1952, les États-Unis élisent un nouveau président, Dwight D. Eisenhower, et le 29 novembre 1952, le président élu se rend en Corée pour étudier ce qui pourrait mettre fin à la guerre de Corée. Avec l'acceptation par les Nations unies de l'armistice de la guerre de Corée proposé par l'Inde, L'armée chinoise, L'armée nord coréenne , et l'UNC cessèrent les combats au niveau de la ligne de front : la ligne Kansas, une ligne de positions de l'ONU au nord du 38e parallèle qui avait été établi dans le cadre de l'Opération Rugged (en). Après avoir convenu de l'armistice, les belligérants établirent une zone démilitarisée. Les discussions se sont poursuivies lentement en raison des difficultés liées à la délimitation de la frontière entre la Corée du Nord et la Corée du Sud. Chine et Corée du Nord s'attendait à ce que la ligne reste au 38e parallèle. En quelques semaines, cependant, les deux nations ont accepté la ligne du Kansas.
En mars 1953, la mort de Joseph Staline a contribué à stimuler les négociations. Alors que Mao Zedong n'était pas disposé à faire de compromis à ce stade, les nouveaux dirigeants soviétiques publièrent une déclaration deux semaines après la mort de Staline, appelant à une fin rapide des hostilités.
Le 19 juillet 1953, les délégués réuni en Commission d'armistice militaire sont parvenu à un accord couvrant toutes les questions à l'ordre du jour. Le 27 juillet 1953 à 10h00, l'armistice fut signé par Nam Il, représentant l'armée chinoise et l'armée nord-coréenne, et William Kelly Harrison Jr., représentant l'UNC. Douze heures après la signature du document, tous les règlements approuvés dans l'armistice ont pris effet. L'accord prévoyait un suivi par une commission internationale. La Commission de supervision des nations neutres en Corée (NNSC) a été mis en place pour empêcher l'introduction de renforts en Corée, qu'il s'agisse de personnel militaire supplémentaire ou de nouvelles armes. Des équipes d'inspection de République tchèque, Pologne, Suède et Suisse, membres de la CSNN ont depuis opéré dans toute la Corée.
Concernant les prisonniers de guerre, l'accord final stipulait : « Dans les soixante (60) jours suivant l'entrée en vigueur du présent accord, chaque partie doit, sans y opposer d'obstacle, rapatrier directement et remettre en groupes tous les prisonniers de guerre sous sa garde qui insistent pour être rapatriés vers le camp auquel ils appartenaient au moment de leur capture. »
En fin de compte, plus de 22 000 soldats de l'APK ou de l'APV ont refusé le rapatriement. Dans le camp opposé, 327 soldats sud-coréens, 21 soldats américains et 1 soldat britannique ont également refusé le rapatriement et sont restés en Corée du Nord ou en Chine.[réf. nécessaire]

## Suites de l'armistice coréen
L'armistice ne fait toutefois pas cesser les incidents de frontière et les raids de commandos du Nord sur le Sud, et la tension reste vive entre les deux pays. Le 27 mai 2009, dans le cadre de la crise nucléaire nord-coréenne, la Corée du Nord estime ne plus être liée par l'armistice qui a fait cesser les combats de la guerre de Corée.

## Actualité
La Corée du Nord a annoncé le 30 mars 2013 qu'elle était en état de guerre avec le Sud et qu'elle négocierait toutes les questions inter-coréennes sur cette base. « À partir de maintenant, les relations inter-coréennes sont en état de guerre et toutes les questions entre les deux Corées seront traitées selon un protocole adapté à la guerre », a déclaré la Corée du Nord dans un communiqué commun attribué à tous les corps du gouvernement et les institutions. « La situation prévalant de longue date selon laquelle la péninsule coréenne n'est ni en guerre ni en paix est terminée », indique le communiqué diffusé par l'agence de presse officielle nord-coréenne Korean Central News Agency (KCNA).